# X-MEN:フューチャー&パスト
『X-MEN:フューチャー&パスト』（X-Men: Days of Future Past）は、マーベル・コミックのスーパーチーム「X-メン」をベースとした、2014年のアメリカ合衆国のスーパーヒーロー映画。ブライアン・シンガーが監督・製作し、サイモン・キンバーグが脚本を担当、ヒュー・ジャックマン、ジェームズ・マカボイ、マイケル・ファスベンダー、ジェニファー・ローレンスらが出演した。「X-MEN」フランチャイズの7作目で、『X-MEN:ファイナル ディシジョン』（2006年）、『X-MEN:ファースト・ジェネレーション』（2011年）、『ウルヴァリン:SAMURAI』（2013年）の続編にあたり、『ファースト・ジェネレーション』に続いてX-MEN新シリーズの2作目にあたる。
ストーリーは、クリス・クレアモントとジョン・バーンによる1981年の『アンキャニィX-MEN』のストーリー「デイズ・オブ・フューチャーパスト」にインスパイアされたもので、2つの時代に焦点を当てており、ローガンは1973年にタイムスリップして歴史を変え、人間とミュータントの両方に破滅をもたらす出来事を防ぐことになる。オリジナル三部作の最終章『X-MEN:ファイナル ディシジョン』と、新シリーズ『X-MEN:ファースト・ジェネレーション』の両作品の続編となる内容となっている。先に制作された、ウルヴァリンなどを主軸に据えた『ファイナル ディシジョン』までの初期三部作と、それ以前の過去の時代を描く若い頃のプロフェッサーXやマグニートーを主軸に据えた『ファースト・ジェネレーション』の2つのシリーズをまとめ、両シリーズ全体の物語に一応の完結を迎えさせつつも、歴史が変化した新たな時間軸の始まりを示唆する内容となっている。また、本作の直近に公開されたスピンオフ（外伝）作品『ウルヴァリン:SAMURAI』は、初期三部作と本作の間の時期の出来事として位置付けられており、同作のエピローグには本作へと繋がる場面があった。　
アカデミー賞視覚効果賞にノミネートされた。
2015年7月には、劇場公開版ではカットされていたローグの登場シーンを中心に、複数の未公開シーンを追加した完全版『X-MEN:フューチャー&パスト ローグ・エディション』が全世界で映像ソフトにて発表された。

## ストーリー
センチネルと呼ばれる対ミュータント用のロボット軍隊が、ミュータントと彼らに協力する人間たちを討伐する2023年。他人の精神のみを過去の自身に送り返すことが出来るキティ・プライドの能力によって、彼女と数名のミュータントは度重なる攻撃を逃れ生き残っている。キティたちはモスクワで襲撃を受けるが、辛くも窮地を脱出し中国の修道院でストーム、ウルヴァリン、プロフェッサーX、マグニートーと合流する。ミュータントたちはウルヴァリンの精神を1973年へ送り返し、センチネル創造のきっかけとなったミスティークによるボリバー・トラスク博士の暗殺を食い止める作戦について話し合う。暗殺は成功したがミスティークは捕えられ、彼女のDNAがセンチネルの設計へと利用された経緯が語られる。プロフェッサーXとマグニートーはウルヴァリンに当時の自分たちへ協力を求めるよう助言する。
キティの能力により、ウルヴァリンが1973年の自分自身へ憑依して目覚める。マフィアの娘の用心棒をしている彼は、超金属アダマンチウムを体内に移植される以前の時代であるため、拳から彼本来の能力「骨の爪」を武器に襲撃してきた男たちを倒し、車を奪ってその場から立ち去る。Xマンションに辿りついたウルヴァリンは、そこでチャールズ・エグゼビア／プロフェッサーXと会う。ベトナム戦争に徴兵され多くの生徒を失った彼は失意のため廃人と成り果てている。チャールズはハンク・マッコイが創った新薬によって歩く力を取り戻しているが、その副作用によってテレパシーを失っている。ウルヴァリンはエグゼビアとハンクに自分がミッションのため未来から戻ってきたことを説明し、協力を要請する。ウルヴァリンは旧知の友人、クイックシルバーを訪ねて彼を仲間に引き入れる。
男性兵士に変身したミスティークがサイゴンの米軍キャンプに潜入する。ミスティークはウィリアム・ストライカー少佐に囚われていたハヴォック、トード、インク等ミュータント兵をキャンプから救い出すが、彼らがトラスクの研究対象として施設へ移送される予定であったことを知る。ミスティークはトラスク本人に変身して施設に潜入する。そこで彼が行っていたミュータントに対する恐ろしい人体実験の実態を知る。ミスティークはトラスク暗殺を目論む。
クイックシルバーの協力を得てウルヴァリンたちはペンタゴン地下に幽閉されていたエリック・レーンシャー／マグニートーを脱獄させる。チャールズ、ハンク、エリックとウルヴァリンの4人はトラスクのいるパリへ飛行機で向かう。パリではアメリカとベトナムの和平交渉サミットが行われている。トラスクがストライカー少佐とともにセンチネルの設計データを携えて会場に現れる。ミスティークはベトナム軍将校に変身し会場に潜入するが、トラスクのミュータント探知機が反応し、正体が発覚してしまう。ミスティークが変身を解き、トラスクを殺害しようとしたその時、ウルヴァリンたちが到着しそれを阻止する。エリックはミスティークを殺害しようと彼女に発砲する。ミスティークは弾をかわして会場の外へ逃げるが、エリックは弾の軌道を操作し彼女の脚に命中させる。怪我を負ったミスティークは騒動に乗じて姿を消す。ウルヴァリンは、かつての宿敵ストライカーを目撃してしまい混乱する。このことが彼の未来の身体に影響し錯乱、アダマンチウムの爪が両拳から射出され、キティを傷つけてしまう。
リチャード・ニクソン大統領はトラスク、ストライカーの説得を受け、ミュータント討伐のためのセンチネル計画推進を認可する。トラスクはセンチネルを完成させホワイトハウスの芝生でお披露目を行うことを大統領に約束する。トラスクの部下がパリでミスティークの血液を採取する。X-マンションに戻ったチャールズは歩く能力を失うが、テレパシーを取り戻す。チャールズはセレブロを使って、ワシントンDCに向かおうとするミスティークに直接語りかけるが、彼女はトラスク暗殺こそがミュータントにとっての正義であるとし、彼を拒絶する。その間エリックは単独でセンチネルのプロトタイプを探し当て、その機体に金属を混入させる。
ミスティークの計画を阻止するためハンク、チャールズとウルヴァリンはホワイトハウスでのセンチネル発表式典に侵入する。チャールズはテレパシーを使いシークレットサービスの男に変身しているミスティークを特定するが、ヘルメットを装着したエリックが現れ会場は大混乱に陥る。エリックは野球スタジアム全体を操作し、ホワイトハウスを囲い込む。ニクソン大統領とトラスクらはハウス内のパニックルームに逃げ込む。エリックはセンチネルを操りチャールズらを攻撃する。ウルヴァリンはスタジアムの鉄骨を身体に埋め込まれポトマック川まで飛ばされ川底へ沈んでしまう。チャールズはスタジアムの瓦礫の下敷きになり動けなくなる。エリックはパニックルーム全体を地中から引き摺り出し、センチネルを使って大統領、トラスクら全員を殺害しようとする。
未来の世界では、センチネルがキティたちがいる修道院を発見し、襲撃する。ミュータントたちは応戦するが、彼らの能力に対応して自在に姿を変えることが出来るセンチネルらに次々と犠牲になる。
'73年の世界ではエリックが大統領とその他要人らに銃を向けて演説する光景がテレビ中継される。ニクソン大統領に変身したミスティークがエリックの気を引き、プラスティック製の拳銃で彼の首を打ち抜く。エリックを排除したミスティークは次に、トラスクに銃を向けるが、チャールズの説得により殺害をやめ立ち去る。その瞬間歴史が変わり、全ての出来事がリセットされる。倒れた彼の頭からミスティークがヘルメットをはぎ取ると、チャールズがすぐさまエリックの精神に侵入して彼を操り、チャールズの上に被さっていた瓦礫を退かした。エリックは空の彼方に消え、ミスティークは米軍兵士に変身して立ち去った。
全てが良い方向に変わった未来の世界では、ウルヴァリンが生徒たちであふれるXマンションで目覚める。そこには、ジーン・グレイやスコット・サマーズ等、これまでの闘いで死んだはずのミュータントたちが復活していた。そして、歴史が改変される前の事を知るものは、ウルヴァリンとプロフェッサーのみとなった。
過去の世界で、川底からウルヴァリンが軍の船によって引きあげられる。ストライカー少佐に扮したミスティークが船の指揮を執り、ウルヴァリンの身柄を引き受ける所でエンドロールに。
エンドロール終了後、紀元前のエジプト。大勢の人々がひれ伏す中、丘の上のエン・サバ・ヌールと呼ばれている人物が、岩や砂を操る力で、一人でピラミッドを作っている場面が流れる。

## キャスト
ローガン / ウルヴァリン
演 - ヒュー・ジャックマン、日本語吹替 - 山路和弘
驚異的な治癒力と感覚を持ち、全身の骨格に最強の金属:アダマンチウムを埋め込まれたミュータント。ミュータントが絶滅の危機に瀕した未来が訪れてしまったが、その治癒能力により時間移動に耐えられる唯一の人物であり、悲惨な歴史を変える重要な任務を負う事となった。監督のブライアン・シンガーは「未来のヒューはその意識を若い自分の身体へと送られる。（ウルヴァリンは）歳を取らないのでヒューはその両方を演じるんだ」と述べた。脚本家のサイモン・キンバーグはなぜウルヴァリンがタイムトラベラーとなるかについてインタビューで「決定した理由は多くある。（中略）理由のひとつはこのキャラクターがフランチャイズの主人公で、多くの観客に愛されたということだ」と述べた。
チャールズ・エグゼビア / プロフェッサーX
演 - ジェームズ・マカヴォイ（若年期） / パトリック・スチュワート（老年期）、日本語吹替 - 内田夕夜（若年期） / 大木民夫（老年期）
世界で最も強力なテレパス。ミュータントが徐々に狩られる様を静観していたが、現在と過去の両方のX-MENを率いて最大の戦いに挑む。シンガーは若年期のエグゼビアを「『ファースト・ジェネレーション』の無力なプレイボーイと非常に異なる獣だ。彼は傷ついた動物で、ひげを生やし、長髪で、世界が彼を扱った方法に関して怒りで満ちている」と説明した。
エリック・レーンシャー / マグニートー
演 - マイケル・ファスベンダー（若年期） / イアン・マッケラン（老年期）、日本語吹替 - 三木眞一郎（若年期） / 家弓家正（老年期）/ 長克巳（老年期〈ローグ・エディション追録シーンのみ〉）
磁力で金属を操る能力を持つミュータントで、「地球上で最も強力なミュータントの1人」である。。マグニートーは数十年にわたってプロフェッサーX及びX-MENと対立していたが、ミュータント存亡の危機に瀕している現在は協力関係。。シンガーはマッケランの役割を「未来の戦争で奇怪な敵に直面してやむを得ずかつての敵と団結するという定番のものでもある」と説明した。
レイヴン・ダークホルム / ミスティーク
演 - ジェニファー・ローレンス、日本語吹替 - 剛力彩芽（劇場版） / 牛田裕子（ローグ・エディション）
変身能力を持つミュータントにして、チャールズとエリックの親友。キューバ危機の後、エリックと共に行動していたが、トラスクのミュータントを利用した人体実験を知り別行動を取っていた。そして、73年のベトナム戦争後のパリ協定調印式でトラスクを見つけ殺害したが、その行為がアメリカ政府にセンチネル計画を推進させる切っ掛けとなってしまう。シンガーはミスティークについて「純真さが少なくなり、進化し、『X-MEN2』の頃に近づいている」と述べた。ローレンスはミスティークがレーンシャーやエグゼビアと別れて活動し、誰かを暗殺する使命があることを明かした。彼女は更に「我々は未来で彼女（ミスティーク）と彼女がどうなるかを既に見ており、これは彼女にとってのターニングポイントである」と付け加えた。
オロロ・マンロー / ストーム
演 - ハル・ベリー、日本語吹替 - 本田貴子
天候を操る能力を持つミュータントにして、X-MENのリーダー。最も多くの戦いを経験した強力なX-MENの1人である彼女はこれまで直面した中で最も厳しい試練に仲間たちを導く。ベリーは「この映画の中にストームに関して衝撃的なものがある」と述べた。また自身の妊娠が役柄に影響したかを尋ねられた際、「私は自分が意図したようには出来なかった。膨らみ続ける私のお腹は常に問題を引き起こしていた。不意な妊娠により、私ができることは制限され、私が果たす役割は本来のそれと大きく異なってしまった」と語った。
ハンク・マッコイ / ビースト
演 - ニコラス・ホルト（若年期） / ケルシー・グラマー（老年期）、日本語吹替 - 浅沼晋太郎（若年期）
青毛の野獣の容姿と、驚異的な怪力と卓越した俊敏性を持つミュータントにして、天才科学者。キューバ危機の後、チャールズと共に開いたミュータントの学校で教師をしていたが、ベトナム戦争が悪化したことで生徒や教師の殆どが徴兵されてしまう。エリックとレイブンと別れたことや生徒達を戦争で失った事が重なり、精神が疲弊したチャールズを助けるべく、自分の容姿を抑制できる薬を改良し、脊椎の治療薬を開発した。だが、逆にチャールズを自分の殻へと閉じ込めさせてしまい、共に人を避けた生活を送っていた。映画の大半でホルトがキャラクターを演じ、グラマーは未来のビースト役でカメオ出演にとどまっている。
マリー / ローグ
演 - アンナ・パキン、日本語吹替 - 小島幸子（ローグ・エディション）
他者に触ることで生命力やミュータント能力を吸い取ることができるミュータント。「恵まれし子らの学園」の地下にあるセレブロの部屋で、人間達に自分の能力を兵器に転用する為に人体実験を受けられてしまっていたが、ボビーと共に来たプロフェッサーとマグニートーに救出され、中国の修道院に辿り着くと、傷ついたキティの能力をコピーし、彼女に代わってウルヴァリンの精神を過去に送り返す役目を引き受けた。パキンの役割は当初は大きなものであったが、後に出演シーンはポストプロダクション時に大幅に削除され、「カメオ出演並み」となった。しかしながらパキンは本作の様々な販売促進資料で大きく紹介されている。キンバーグは映画のDVD発売に向けた彼女の削除された出演箇所の特殊効果処理は終了していると述べた。
キティ・プライド / シャドウキャット
演 - エリオット・ペイジ、日本語吹替 - 立花かおる
物体をすり抜ける能力と、他人の精神を過去の身体に転送させる能力を持つミュータント。X-MENで最も若い彼女は生き残りをかけた戦いで重要な役割を果たす。シンガーはプライドがプライム・ファシリテーターであり、プライドの透過能力がタイムトラベルを可能にすると説明した。
ボリバー・トラスク
演 - ピーター・ディンクレイジ、日本語吹替 - 佐々木睦
対ミュータント用のバイオメカニクル・ロボット「センチネル」を開発した軍事科学者で、トラスク・インダストリーズの社長。ディンクレイジはトラスクが「自分が良いことをしていると見ている － （彼の野心は）間違いなく盲目で、彼は非常に傲慢だ。彼はある種の尊敬と注目を集めるために人生の全てを捧げた」と述べた。
ボビー・ドレイク / アイスマン
演 - ショーン・アシュモア、日本語吹替 - 私市淳
氷を作り、操る能力を持つミュータント。
ビショップ
演 - オマール・シー、日本語吹替 - 楠大典
エネルギーを吸収して放出する能力を持つミュータント。シーはビショップを未来から来た男で、生存のために戦うと説明した。シンガーはビショップがウォーパス、サンスポット、ブリンクと同様に新鮮な新キャラクターでないことを明らかにした。彼は「彼らはこの恐ろしく荒廃した世界で今日まで生き延びた難民だ。彼らには将来多くの望みが無い。彼らは逃亡者で、そして世界を修復するために唯一で最後の試みに賭け、残りのX-MENと力を合わせるのだ」と述べた。
ピーター・ラスプーチン / コロッサス
演 - ダニエル・クドモア、日本語吹替 - 加藤亮夫
素肌を鋼鉄に変えることができ、超人的な腕力、スタミナ、耐久性を供えるミュータント。
ピーター・マキシモフ / クイックシルバー
演 - エヴァン・ピーターズ、日本語吹替 - 吉野裕行
超音速での移動能力を持つミュータント。ピーターズはクイックシルバーを「とても速い、早口で喋り、速く動く。他の全ては彼と比較して非常に遅く、彼は常にATMで前の人が終わるのを待たされているようなものだ」と説明した。
クレア・ファガーソン / ブリンク
演 - ファン・ビンビン、日本語吹替 - たなか久美
空間に回廊を開き、人や物をテレポートさせる能力を持つミュータント。ビンビンはこれが20世紀フォックスと契約を交わした5つの『X-MEN』の映画の内1本目であると述べた。
ロベルト・ダコスタ / サンスポット
演 - エイダン・カント、日本語吹替 - 下妻由幸
太陽光による超人的な力と不死身に近い耐久を持つミュータント。原作におけるサンファイアとほぼ同じ能力を持つ。
ジェームズ・プラウドスター / ウォーパス
演 - ブーブー・スチュワート、日本語吹替 - 三宅貴大
超人的な力、不死身に近い耐久、飛行能力を持つミュータント。優れた感覚能力によって十数キロ先にいる敵の存在も察知することができる。
ウィリアム・ストライカー
演 - ジョシュ・ヘルマン（若年期） / ブライアン・コックス（老年期）、日本語吹替 - 高橋広樹（若年期） / 稲垣隆史（老年期）
ミュータントを嫌う軍人にして、ローガンにアダマンチウムを埋め込み、ウルヴァリンへと変えた張本人。
アレックス・サマーズ / ハヴォック
演 - ルーカス・ティル、日本語吹替 - 鶴岡聡
コズミックエナジーを吸収し、プラズマブラストとして放出することができるミュータント。今作でハヴォックは能力を制御し、X-MENを離れてベトナム戦争で従軍する。
トード
演 - エヴァン・ジョニクカイト、日本語吹替 - 烏丸祐一
超人的な脚力と長い舌を持ち、麻痺性の粘液を出す能力を持つミュータント。
この他にファムケ・ヤンセン（日野由利加）とジェームズ・マースデン（倉富亮）が以前と同じジーン・グレイ役とサイクロップス役でカメオ出演している。『X-メン』のコミックの脚本家のレン・ウェインとクリス・クレアモントは合衆国議員役で出演した。マイケル・ラーナーはブリックマン上院議員、グレッグ・ロウはインクを演じた。マーク・カマチョ（楠見尚己）はアメリカ合衆国大統領のリチャード・ニクソン役を務めた。監督のブライアン・シンガーはミスティークがパリから脱出する場面でアマチュア写真家役でカメオ出演した。エンドクレジット後の場面ではブレンダン・ペダーがエン・サバ・ヌールを演じた。

## 製作

### 企画
2006年8月、プロデューサーのローレン・シュラー・ドナーは、主要シリーズを継続させるために再交渉を必要としていることが報じられた。『X-MEN:ファイナル ディシジョン』の新しいキャストたちは契約したが、古参キャストたちはしなかった。ドナーは「40年分のストーリーがある。私は常日頃から『デイズ・オブ・フューチャーパスト』をやりたいと考え、そしてまだ多くのストーリーがある」と述べた。『X-MEN:ファースト・ジェネレーション』の完了後、彼女はオリジナルシリーズの4作目の話をブライアン・シンガーに持ちかけた。2011年3月、シュラー・ドナーは「フォックスで活発に企画中」で、「我々はフォックスに草案を渡し、彼らは気に入った...そして『X4』から『X5』へと続く」と述べた。
20世紀フォックスは『X-MEN:ファースト・ジェネレーション』を『X-MEN』の三部作の1作目と想定していた。シュラー・ドナーは映画『ハリー・ポッター』シリーズのように、よりダークでより熟した内容のフランチャイズを構想した。初期の報道ではマシュー・ヴォーンとシンガーは続編でもそれぞれ監督とプロデューサーを務めるとされていた。まだ監督としてプロジェクトに参加を続けていた頃にヴォーンは「『ファースト・ジェネレーション』は『バットマン ビギンズ』に似ていて、キャラクターを紹介して、それを知っていく楽しさがあるが、それには時間がかかる。2作目ではすぐに入り込んで、すぐに陽気に楽しむことができる。それが『ビギンズ』と『ダークナイト』の間の主な違いだ」と語った。またヴォーンは次回作の始まりに関して「ケネディ大統領暗殺事件で始まって、魔法の銃弾がマグニートーに操られたら面白いだろう」と述べた。シンガーは公民権運動やベトナム戦争を中心とした設定となり、また再びウルヴァリンが取り上げられるだろうと語った。

### プリプロダクション
2011年11月、『X-MEN:ファイナル ディシジョン』の脚本家で『X-MEN:ファースト・ジェネレーション』のプロデューサーでもあるサイモン・キンバーグが本作の脚本執筆のために雇われた。2012年5月、20世紀フォックスは公開日は2014年7月18日と発表した。2012年8月、タイトルは『X-Men: Days of Future Past』となることが明らかとなった。映画はクリス・クレアモントとジョン・バーンによるX-メンのコミックのストーリー「デイズ・オブ・フューチャーパスト」に影響を受けていると報じられている。このストーリーは『アンキャニィX-MEN』第141-142号（1981年）で描かれ、フラザーフッド・オブ・ミュータンツが上院議員を暗殺したためにミュータントが弾圧され、センチネルに追われるようになってしまった別の未来世界が登場する。
2012年10月、ヴォーンはマーク・ミラーの『キングスマン』を映画化するために監督を降板したが、脚本家及びプロデューサーとしては関与を続けた。その後、ブライアン・シンガーが監督することが発表された。シンガーが『X-MEN』シリーズを監督するのは今回が3作目となる。ヴォーンと共に『X-MEN:ファースト・ジェネレーション』の最終稿を執筆したジェーン・ゴールドマンもプロジェクトに関与している。
ジョン・マイヤーとルイーズ・ミンゲンバックはそれぞれプロダクションデザイナー、衣裳デザイナーとして雇われた。シンガーによると、『X-MEN』、『X-MEN2』、『ウルヴァリン:X-MEN ZERO』でも衣裳デザインを務めたミンゲンバックは今作では以前と同じ黒いレザーのものを作らない。『X-MEN2』以降シンガーとコラボレーションしていたジョン・オットマンも今作の音楽を手がける。さらにリチャード・スタマーズが視覚効果スーパーバイザーを務める。
シンガーは1970年代を舞台とした物語となり、元アメリカ合衆国大統領のリチャード・ニクソンが登場すると語った。また彼は、自分が今まで作った映画で最大のものになるだろうと語り、またタイムトラベル、弦理論、多元宇宙について話し合うために映画監督のジェームズ・キャメロンと会ったことを明かした。

### キャスティング
ブライアン・シンガーはキャストの発表をオンライン・ソーシャル・ネットワーキング・サービスのTwitterを使って行った。2012年11月、ブライアン・シンガーは『ファースト・ジェネレーション』のジェームズ・マカヴォイ、マイケル・ファスベンダー、ジェニファー・ローレンス、ニコラス・ホルトが再出演すると発表した。翌月、彼はパトリック・スチュワートとイアン・マッケランがマカヴォイとファスベンダーのキャラクターの老年期の姿を演じることを明した。シンガーはまた、ヒュー・ジャックマンがウルヴァリン役で再出演することを明した。2013年1月、シンガーはアンナ・パキン、ショーン・アシュモア、エリオット・ペイジがそれぞれローグ、アイスマン、キティ・プライドを再演することを明した。2月、シンガーはピーター・ディンクレイジが主要な敵役を務めることを発表した。3月、シンガーはフランス人俳優のオマール・シーがキャストに加わったことを発表した。同月、ハル・ベリーが再びストームを演じることインタビューで明した。さらに同月、シンガーダニエル・クドモアがコロッサスを再演し、ファン・ビンビンとブーブー・スチュワートが新たにキャストに加わったことを明かした。4月、シンガーはアメリカ合衆国の歌手のレディー・ガガがダズラー役にキャスティングされたことを発表したが、後にそれはエイプリルフールの悪戯であったことを明かした。同月、シンガーはエイダン・カントがキャストに加わったことを明かした。5月、シンガーはエヴァン・ピーターズがクイックシルバー役でキャストに加わったことを発表した。6月、オーストラリアの俳優のジョシュ・ヘルマンがキャストに加わった。7月、ルーカス・ティルが再びハヴォックを演じることが明かされた。2014年1月、エヴァン・ジョニクカイトが若年期のトードを演じることが報じられた。

### 撮影
主要撮影は2013年4月15日よりカナダのモントリオールのメルズ・シテ・ドゥ・シネマで開始され、8月17日に完了した。ロケ地にはオリンピック・スタジアム、モントリオール・シティ・ホール、マギル大学が使われた。本作は『X-MEN』シリーズとしては初めて3Dでの撮影が行われる。撮影にはアリ・アレクサMカメラが使われる。追加撮影は2013年11月と2014年2月にモントリオールで行われた。クリス・クレアモントは本作について相談を受けていることをインタビューで明かした。

### 視覚効果
視覚効果はムービング・ピクチャー・カンパニーとデジタル・ドメインが担当する。

## 音楽
監督のブライアン・シンガーと頻繁にコラボレーションしているジョン・オットマンが編集と兼任で映画音楽の作曲を務める。オットマンが『X-MEN』シリーズの音楽を手がけるのは『X-MEN2』（2003年）以来である。スコア盤は2014年5月26日に発売される。
トラックリスト
| #   | タイトル                                                         | 作詞 | 作曲・編曲 | 時間 |
| --- | ---------------------------------------------------------------- | ---- | ---------- | ---- |
| 1.  | 「The Future - Main Titles」                                     |      |            | 2:44 |
| 2.  | 「Time's Up」                                                    |      |            | 4:18 |
| 3.  | 「Hope (Xavier's Theme)」                                        |      |            | 4:48 |
| 4.  | 「I Found Them」                                                 |      |            | 2:52 |
| 5.  | 「Saigon/Logan Arrives」                                         |      |            | 4:36 |
| 6.  | 「Pentagon Plan/Sneaky Mystique」                                |      |            | 3:25 |
| 7.  | 「He Lost Everything」                                           |      |            | 1:51 |
| 8.  | 「Springing Erik」                                               |      |            | 3:33 |
| 9.  | 「How Was She」                                                  |      |            | 1:47 |
| 10. | 「All Those Voices」                                             |      |            | 3:19 |
| 11. | 「Paris Pandemonium」                                            |      |            | 7:45 |
| 12. | 「Contacting Raven」                                             |      |            | 1:48 |
| 13. | 「Rules of Time」                                                |      |            | 3:07 |
| 14. | 「Hat Rescue」                                                   |      |            | 1:30 |
| 15. | 「Time's Up (Film Version)」                                     |      |            | 3:34 |
| 16. | 「The Attack Begins」                                            |      |            | 5:04 |
| 17. | 「Join Me」                                                      |      |            | 3:20 |
| 18. | 「Do What You Were Made For」                                    |      |            | 2:56 |
| 19. | 「I Have Faith In You/Goodbyes」                                 |      |            | 2:27 |
| 20. | 「Welcome Back/End Titles」                                      |      |            | 3:58 |
| 21. | 「Time in a Bottle (歌: ジム・クロウチ)」                        |      |            | 2:27 |
| 22. | 「The First Time Ever I Saw Your Face (歌: ロバータ・フラック)」 |      |            | 5:20 |

## 公開
ワールドプレミアは2014年5月10日にニューヨークのジェイコブ・ジャヴィッツ・コンベンション・センターで開催された。2014年5月21日に国際市場で封切られた後、5月23日よりアメリカ合衆国で2D及び3Dで公開が始まった。

### マーケティング

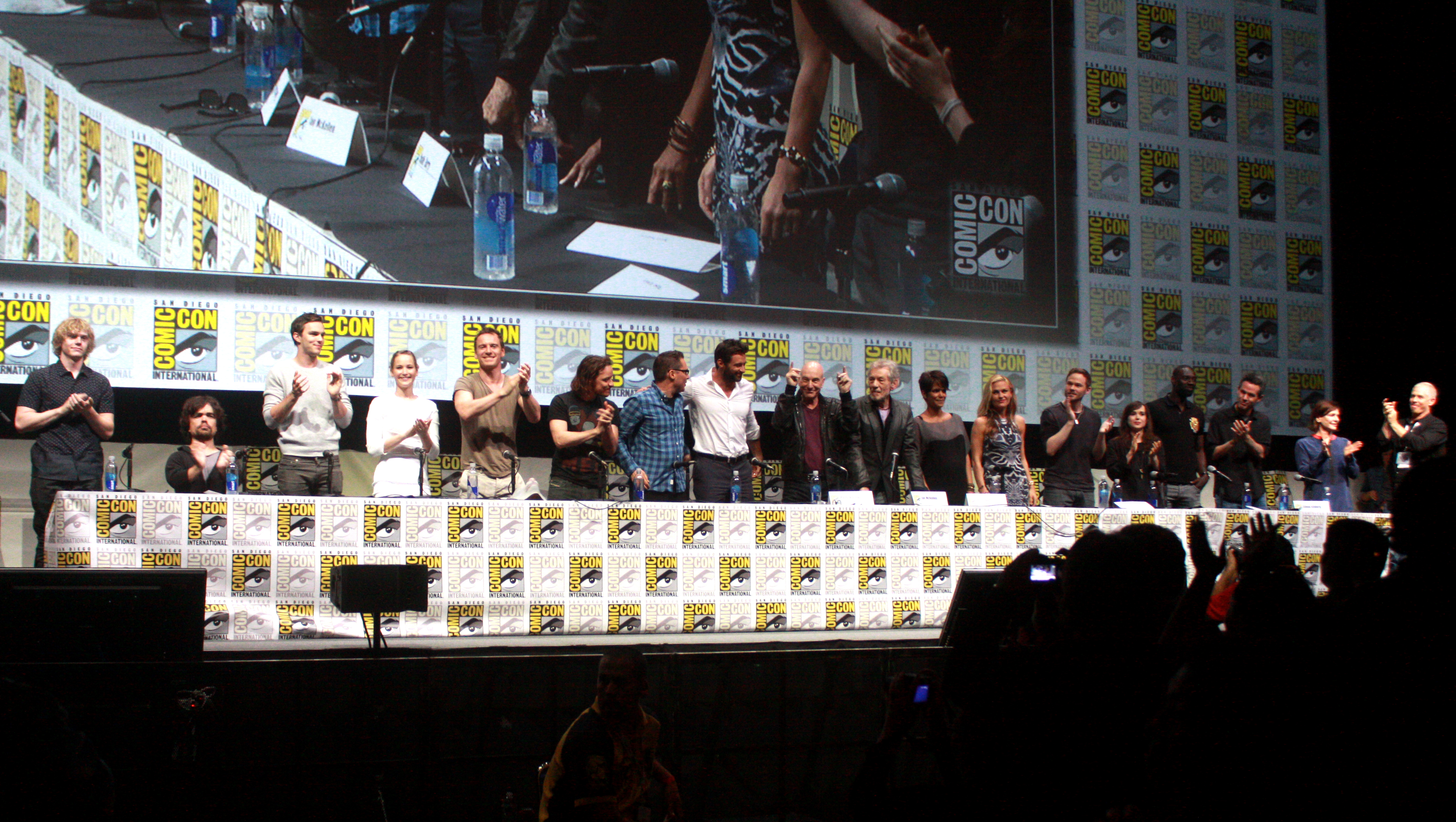
2013年のコミコン・インターナショナルでのキャスト陣。

2013年6月、20世紀フォックスはスペインのバルセロナのシネヨーロッパでビデオツアーを発表し、ブライアン・シンガーがツアーガイドを務めた。ツアーのビデオは2013年の映画『ウルヴァリン:SAMURAI』のホームメディアに付属された。2013年7月、監督のシンガー、脚本のサイモン・キンバーグ、プロデューサーのローレン・シュラー・ドナーとハッチ・パーカー、キャストのエヴァン・ピーターズ、オマール・シー、エリオット・ペイジ、ショーン・アシュモア、アンナ・パキン、ハル・ベリー、イアン・マッケラン、パトリック・スチュワート、ヒュー・ジャックマン、ジェームズ・マカヴォイ、マイケル・ファスベンダー、ジェニファー・ローレンス、ニコラス・ホルト、ピーター・ディンクレイジがコミコン・インターナショナルに登場し、フッテージが上映された。2013年8月、シンガーはファンタジア国際映画祭でフッテージを上映した。2014年3月、20世紀フォックスはシネマコンで映像を上映した。2014年4月、ペイジがMTVムービー・アワードで映像のプレゼンターを務め、またキンバーグとディンクレイジがワンダーコンに出席して映画について討論した。同月にシンガーは性的虐待容疑で訴えられたため、映画の宣伝から外された。
『ウルヴァリン:SAMURAI』ではエンドクレジットの間に『X-MEN:フューチャー&パスト』に繋がる場面が流された。この場面は『ウルヴァリン:SAMURAI』本編から2年後であり、トラスク・インダストリーの宣伝映像が流れる中、空港のセキュリティチェックを通過するローガンから始まる。突如として周囲の金属が浮き始めていることに気付いたローガンが振り返るとそこにはマグニートーが姿があり、全てのミュータントの脅威に対抗する。
1本目の予告編は2013年10月に公開された。『ヘラルド・ニュース』のジェイソン・カリナは予告編に好意的であり、「成長したキャラクターを見るのはファンタスティクだ」と述べた。一方で『ガーディアン』のビル・チャイルドは映画の登場人物数を理由に予告編を批判した。
2014年4月、『アメイジング・スパイダーマン2』が劇場公開された際、『X-MEN:フューチャー&パスト』の映像がクレジットの途中に挿入された。これはベトナム戦争の最中にミスティークがミュータント仲間のハヴォック、インク、トードを率いてウィリアム・ストライカーの軍事キャンプに潜入するという内容であった。『アメイジング・スパイダーマン2』の監督のマーク・ウェブが『(500)日のサマー』（2009年）の他にもう1本映画を撮る契約をフォックス・サーチライト・ピクチャーズと交わしていた。彼が『アメイジング・スパイダーマン』（2012年）の後、続編を監督する交渉をソニー・ピクチャーズ エンタテインメントと交わした際、フォックスはソニーが『X-MEN』の映画のプロモーションを無償で行うという交換条件により合意した。
映画の公開前には「Trask-Industries.com」（2013年7月）、「TheBentBullet.com」（2013年11月）、「25 Moments.com」（2014年4月）といったバイラル・ウェブサイトサイトが公開された。プロモーションの一環としてジャックマンは2014年4月28日の『WWE・ロウ』に出演した。

## 評価

### 批評家の反応
Rotten Tomatoesでは123件のレビューで支持率は93%、平均点は7.5/10となっている。またMetacriticでは41件のレビューで加重平均値は75/100となっている。
『シネマ・ブレンド』のショーンオコネルは「これまでで最大で、最も完全かつ驚くほど面白い（『X-MEN』の映画）」と述べ、また批評家のケヴィン・マッカーシーは俳優の演技だけでなく、アクションとエモーションを賞賛した。『ガーディアン』のスティーヴ・ローズは5ツ星満点で3ツ星を与え、「ファンで無い人たちにはキツイかもしれないが、ブライアン・シンガー監督はシンフォニック・クライマックスに向けてアクションのムチを打つ」と書いた。『ハリウッド・リポーター』のデヴィッド・ルーニーは「これ再起動というよりも劇的な拡散で、決定的な悪役に欠けてはいるが、新しい映画はマーベルコミックのキャラクターと世界に対する感動的な敬意で終わりまで撮られている」と述べた。

### 興行収入
北アメリカでは公開日の木曜深夜上映で810万ドルを売り上げた。公開初週末3日間では9082万3660ドルを売り上げた。これは映画『X-MEN』シリーズとしては『X-MEN:ファイナル ディシジョン』に次ぐ成績である。

## 続編
2013年12月、シンガーは公開予定の『X-MEN』の映画が『X-MEN:アポカリプス』であることを発表した。映画は2016年5月27日に公開され、『X-MEN:フューチャー&パスト』の続編となる予定である。シンガーによると、映画はミュータントの起源に焦点が当てられ、「よりいっそう『ファースト・ジェネレーション』の続編」であり、1980年代が舞台となる予定である。シンガー、サイモン・キンバーグと共にダン・ハリスとマイケル・ドハティが参加する。マカヴォイ、ファスベンダー、ホルト、ローレンス、ピーターズがそれぞれ同じ役で続投する他、若年期のサイクロプス、ジーン・グレイ、ストームが登場予定である。またチャニング・テイタムがガンビット役で登場予定である。

## Blu-ray / DVD
発売・販売は20世紀フォックス ホーム エンターテイメント ジャパン
- X-MEN:フューチャー&パスト ブルーレイ&DVD（2枚組、2014年11月5日発売）
- X-MEN:フューチャー&パスト コレクターズ・エディション （3枚組、2014年11月5日発売）
- X-MEN:ファースト・ジェネレーション＋フューチャー&パスト スチール・ブック仕様 （2枚組、2014年11月5日発売）
- X-MEN:フューチャー&パスト DVD （1枚組、2014年11月5日発売）
- X-MEN セレブロ・コレクション＜CEREBROヘルメット付＞（12枚組、2014年12月10日発売）
- X-MEN:フューチャー&パスト ローグ・エディション（2枚組、2015年7月15日発売）